# 강정훈 (1987년 축구인)
강정훈 (1987년 12월 16일 ~)은 대한민국의 축구 선수로서 포지션은 공격수이다.

## 축구인 경력

### 선수 경력
2009년 12월 FC 서울에 입단하였으며, 2010 시즌에 리그컵 포함 4경기에 출장하였으며 2011 시즌에는 9경기 출장에 2득점을 하였다. 2013년 7월 26일 강원 FC로 임대 이적하였으며 2014년 7월, 부산교통공사로 이적하였다.
2015 시즌을 앞두고는 천안시청으로 이적하였으며, 군입대로 같은 해 7월 팀을 떠났다.

## 경력

### 선수 경력
- 2010년 ~ 2014년 7월 FC 서울
- 2013년 7월 ~ 2013년 12월 강원 FC (임대)
- 2014년 7월 ~ 2014년 12월 부산교통공사
- 2015년 1월 ~ 2015년 7월 천안시청

## 수상

### 클럽

#### FC 서울
- K리그 우승 2회 (2010년, 2012년)
- 리그컵 우승 1회 (2010년)